# Sollentuna Fotboll IF
Sollentuna Fotboll IF var en idrottsförening i Sollentuna kommun och var under sin existens en av de fyra största fotbollsföreningarna i Stockholm med omnejd. Föreningen bildades 2007 genom sammanslagning av IFK Sollentuna och Helenelunds IK Fotboll, och organiserade mer än hälften av fotbollsspelarna i Sollentuna. 2013 sammanslogs klubben med Sollentuna United till Sollentuna FK. 
Sollentuna Fotboll finansierade tre egna anläggningar med konstgräs: Helenelunds IP, Norrvikens IP, Viby BP och Tegelhagens BP. Klubben var också en av de första föreningarna i Sverige som drev en organiserad futsalverksamhet, med skola från 7 års ålder.